# Don Giovanni (film 1942)
Don Giovanni è un film del 1942 diretto da Dino Falconi.

## Distribuzione
Il film arrivò nelle sale cinematografiche italiane il 25 settembre 1942.